# Lâm oanh mũ đen Á Âu

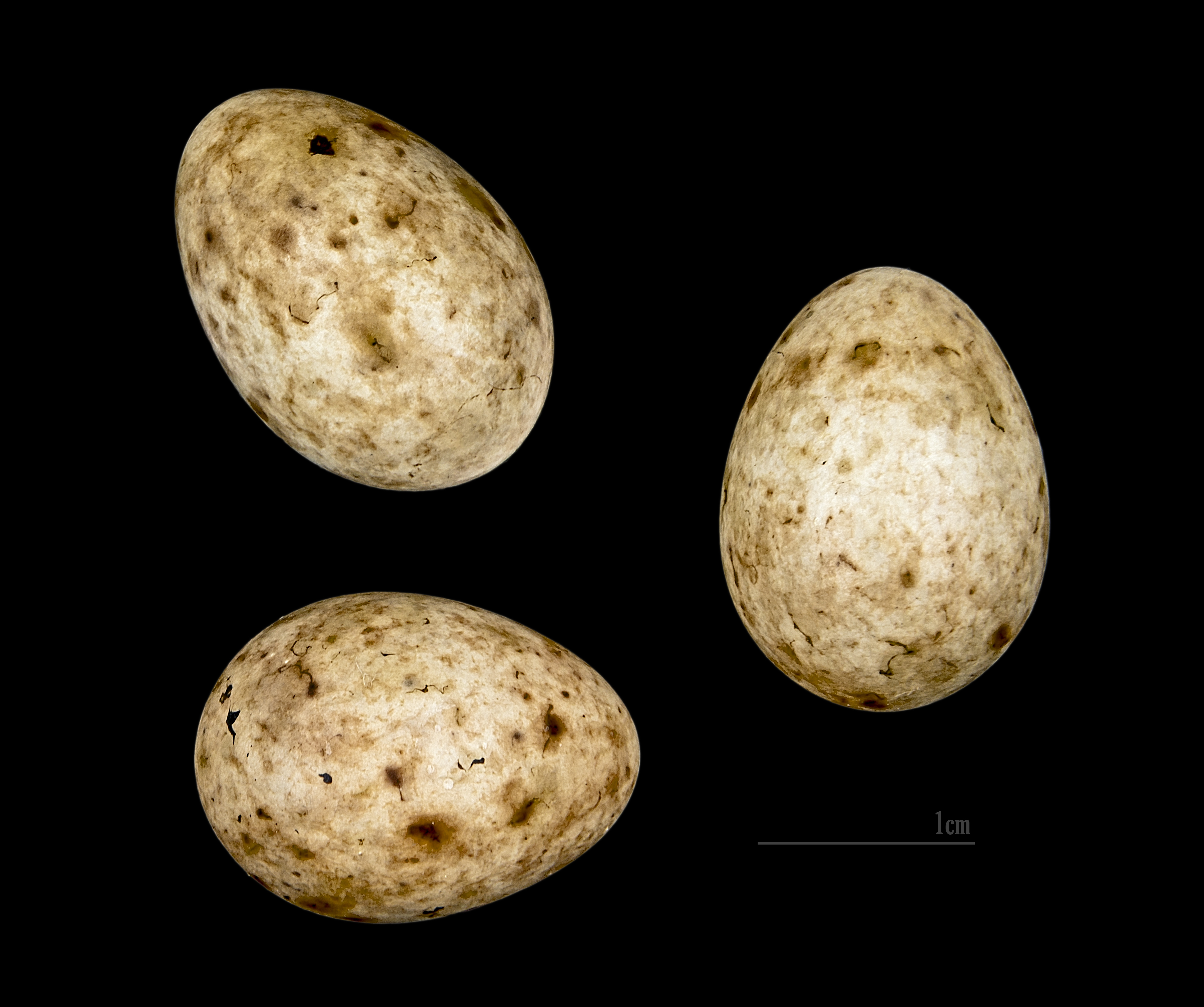
Sylvia atricapilla

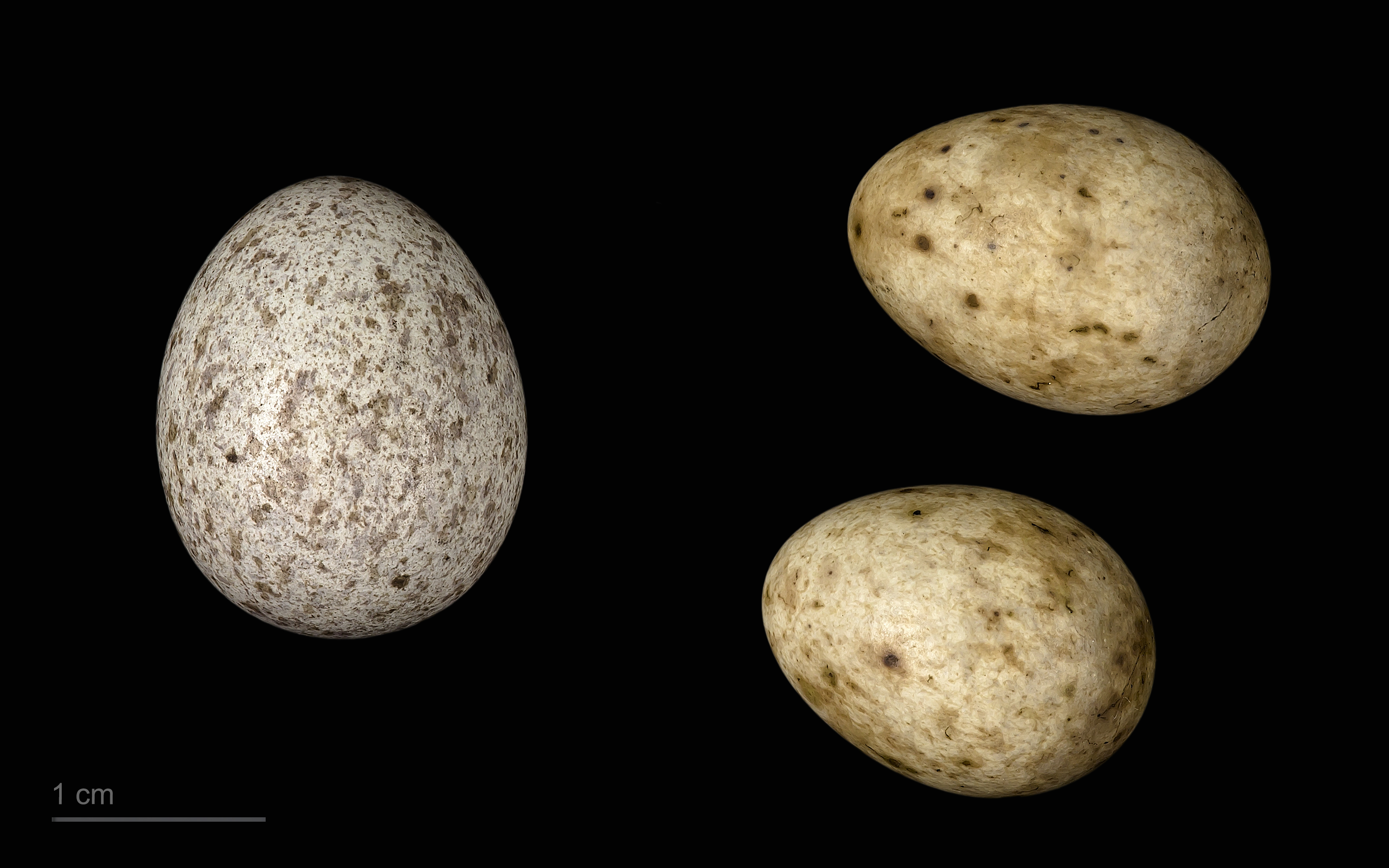
Cuculus canorus bangsi + Sylvia atricapilla

Lâm oanh mũ đen Á Âu, tên khoa học Sylvia atricapilla, là một loài chim trong họ Sylviidae.